# 리엄 셰퍼드
리엄 셰퍼드(Liam Shephard, 1994년 11월 22일 ~ )는 웨일스 출신의 축구 선수로, 포지션은 수비수이다.